# ميقونة ثنائية الألوان
ميقونة ثنائية الألوان (الاسم العلمي:Mucuna discolor) هي نوع من النباتات تتبع جنس الميقونة من الفصيلة البقولية.